# Dinteville
Dinteville là một xã thuộc tỉnh Haute-Marne trong vùng Grand Est đông bắc nước Pháp. Xã này nằm ở khu vực có độ cao trung bình 218 mét trên mực nước biển. Diện tích xã là 15,46 km2.
Lâu đài Dinteville đã là nơi ở của Marquesses của Rougé.

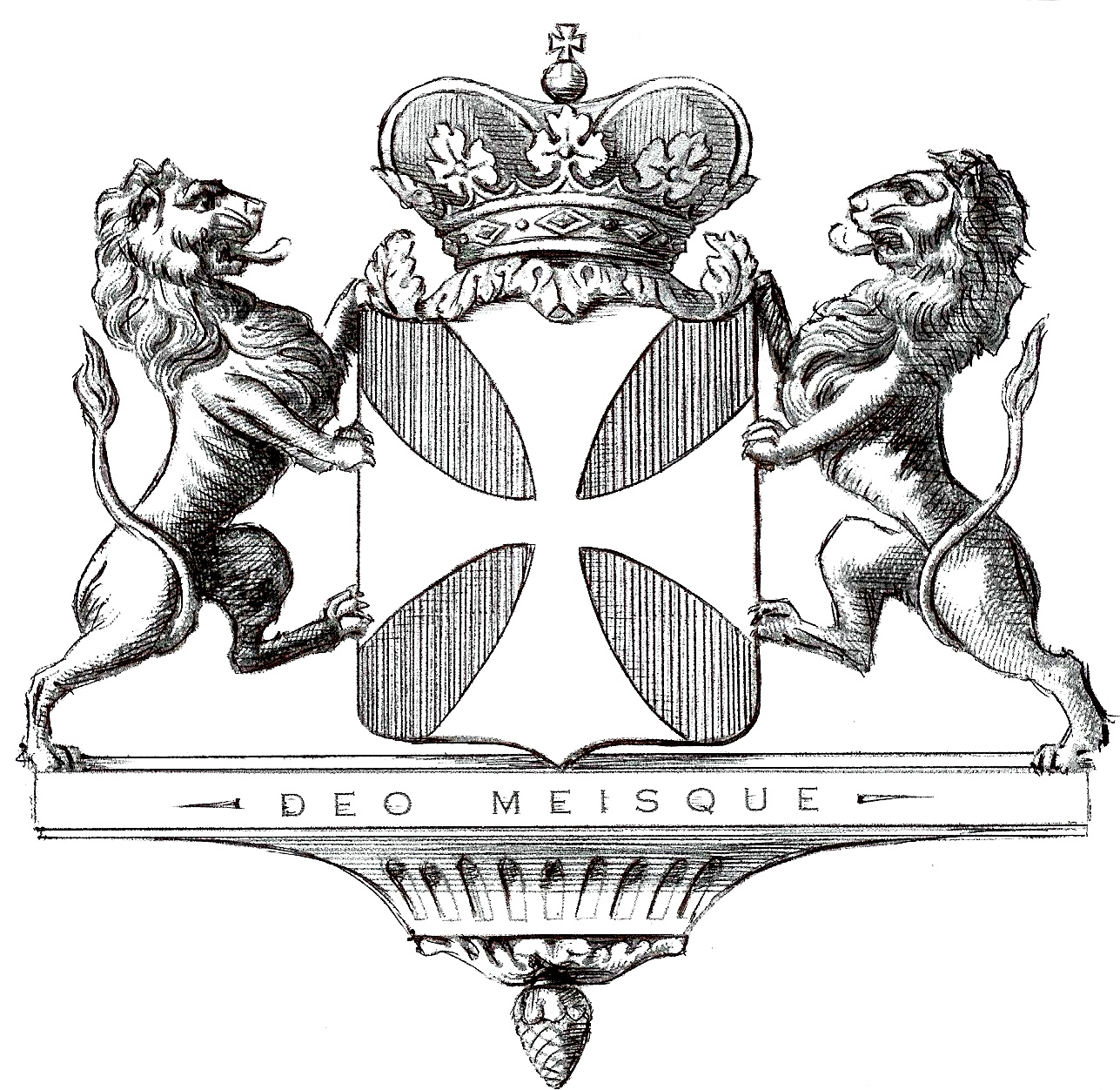
Huy hiệu của House Rougé